# Copelatus luteomaculatus
Copelatus luteomaculatus är en skalbaggsart som beskrevs av Guignot 1956. Copelatus luteomaculatus ingår i släktet Copelatus och familjen dykare. Inga underarter finns listade i Catalogue of Life.